# Дейв (филм)
„Дейв“ (на английски: Dave) е американска комедия от 1993 г. на режисьора Айван Райтман. Сценарият е написан от Гари Рос, а премиерата на филма е на 7 май 1993 г.

## Актьорски състав
- Кевин Клайн – Дейв Кович / президент Бил Мичъл
- Сигорни Уийвър – Елън Мичъл
- Франк Ланджела – Боб Александър
- Кевин Дън – Алън Рийд
- Винг Реймс – Дуейн Стивънсън
- Бен Кингсли – Гари Нанс
- Том Дуган – Джери
- Чарлз Гродин – Мъри
- Фейт Принс – Алис
- Лора Лини – Ранди
- Стивън Рут – Дон
- Бони Хънт – екскурзовод

## Награди и номинации
| Категория                              | Номиниран(и)                         | Резултат                |
| Оскар (21 март 1994 г.)                | Оскар (21 март 1994 г.)              | Оскар (21 март 1994 г.) |
| -------------------------------------- | ------------------------------------ | ----------------------- |
| Най-добър оригинален сценарий          | Гари Рос                             | номинация               |
| Златен глобус (22 януари 1994 г.)      |                                      |                         |
| Най-добър филм – мюзикъл или комедия   | Най-добър филм – мюзикъл или комедия | номинация               |
| Най-добър актьор в мюзикъл или комедия | Кевин Клайн                          | номинация               |